# Andreas Heinz (Badminton)
Andreas Heinz (* 5. April 1991 in Groß-Gerau) ist ein deutscher Badmintonspieler.

## Karriere
Andreas Heinz begann seine Karriere bei der SKG Walldorf und wechselte später zur TG Hanau. 2007 gewann er zwei Bronzemedaillen bei den deutschen Einzelmeisterschaften der U17 gefolgt von einer weiteren Bronzemedaille bei den Junioreneuropameisterschaften 2009. 2010 wurde er bei den Turkey International Dritter im Herrendoppel. In der Saison 2011/2012 spielte er für die SG Anspach in der 1. Badminton-Bundesliga. 

## Sportliche Erfolge
| Saison    | Veranstaltung                    | Disziplin    | Platz | Name                                                                  |
| --------- | -------------------------------- | ------------ | ----- | --------------------------------------------------------------------- |
| 2006/2007 | Deutsche Einzelmeisterschaft U17 | Mixed        | 3     | Andreas Heinz / Franziska Burkert (TG Hanau / SV Berliner Brauereien) |
| 2006/2007 | Deutsche Einzelmeisterschaft U17 | Herrendoppel | 3     | Andreas Heinz / Jendrik Städler (TG Hanau / TSV Altenholz)            |
| 2009      | Junioren-Europameisterschaft     | Herrendoppel | 3     | Jonas Geigenberger / Andreas Heinz                                    |
| 2010      | Turkey International             | Herrendoppel | 3     | Tim Dettmann / Andreas Heinz                                          |
| 2014      | Mauritius International          | Herrendoppel | 1     | Raphael Beck / Andreas Heinz                                          |
| 2014      | Mauritius International          | Mixed        | 1     | Andreas Heinz / Annika Horbach                                        |
| 2015      | Europaspiele 2015                | Herrendoppel | 3     | Raphael Beck / Andreas Heinz                                          |